# Renate Meyer
Renate Meyer (Hannover, 6 januari 1938) is een atleet uit Duitsland. Geboren als Renate Rose, deed ze oorspronkelijk aan turnen, tot ze in 1960 de overstap naar atletiek maakte.
Op de Olympische Zomerspelen van Tokio in 1964 liep Meyer de 100 meter sprint en zou ze lopen op de 4x100 meter estafette, maar startte ze uiteindelijk niet.
Op de Olympische Zomerspelen van Mexico in 1968 liep ze wel de 4x100 meter estafette, waarin West-Duitsland zesde werd. Ook liep ze de 100 meter sprint.